# Monifah
Monifah (Manhattan, 1971. január 28. –) amerikai R&B énekesnő.

## Pályafutása
Az 1996-ban megjelent debütáló albuma, a „Moods... Moments” − és aranylemez lett. 1997-ben az „I Still Love You” című dalával közreműködött a „Sprung” című film zenéjében. Második albuma a „Mo'hogany” volt. 1998. utolsó negyedévében jelent meg az album, rajta a „Touch It” című dallal. A szám a 29. helyet érte el a brit kislemezlistán. Monifah harmadik albuma, a 2000-ben megjelent „Home” tartalmazza az „I Can Tell”, a „Brown Eyes” és a „Fairytales” című figyelemreméltó dalokat.
2003-ban szerepet játszott Michael Baisden „Men Cry in the Dark” című színdarabjában.
2012. augusztusában R&B énekesekkel (Syleena Johnson, Faith Evans, Keke Wyatt, LaTocha Scott, Angie Stone és Nicci Gilbert) szerepelt a „One R&B Divas” című valóságshow-ban. Később ezt a műsort R&B Divas: Atlanta névre keresztelték. Monifah a következő második és harmadik évadban is szerepelt. 
2012-ben szerepelt Faith Evans R&B Divas válogatásalbumán a „Lovin' Me” kislemezen, valamint a „She's Me” szólódalán. Az albumot később Grammy-díjra jelölték. Kiadott egy új kislemezt, a „The Other Side”-ot 2014-ben. 
2015-ben szerződött a Famous Records Music Grouppal. Kiadta velük a „One Moment” című kislemezt.
A „R&B Divas Atlanta” című műsorban Monifah nyilvánosan felfedte, hogy azonos nemű párkapcsolatban él. 2014-ben összeházasodott partnerével.

## Albumok
- 1996: Moods... Moments
- 1998: Mo'hogany
- 2000: Home

## Kislemezek
- 1996: I Miss You (Come Back Home)
- 1996: You
- 1996: You Don't Have to Love Me
- 1996: I Still Love You
- 1998: Touch It
- 1998: Bad Girl
- 1998: Suga Suga
- 2000: I Can Tell
- 2014: The Other Side
- 2015: One Moment

## Díjak
- NAACP[1] Image Awards – Legjobb új előadó
- Vanguard Awards − Az év legjobb kislemeze

## Fordítás
- Ez a szócikk részben vagy egészben  a   Monifah című angol Wikipédia-szócikk ezen változatának fordításán alapul.  Az eredeti cikk szerkesztőit annak laptörténete sorolja fel. Ez a jelzés csupán a megfogalmazás eredetét és a szerzői jogokat jelzi, nem szolgál a cikkben szereplő információk forrásmegjelöléseként.